# USS Georgia (BB-15)
USS Georgia (BB-15) – amerykański pancernik typu Virginia. Pierwszy okręt United States Navy noszący nazwę pochodzącą od stanu Georgia.
Okręt został zwodowany w Bath Iron Works 11 października 1904. Matką chrzestną była pani Stella Tate. Wszedł do służby w Boston Navy Yard 24 września 1906. Pierwszym dowódcą został komandor R. G. Davenport.
Po okresie wyposażania i zakończeniu krótkiego rejsu odbiorczego okręt dołączył do Floty Atlantyku jako jednostka flagowa 2 Dywizjonu 1 Eskadry. 26 marca 1907 opuścił Hampton Roads i udał się do zatoki Guantánamo, gdzie uczestniczył w ćwiczeniach artyleryjskich floty. Po krótkim remoncie w Boston Navy Yard dołączył do innych okrętów Floty Atlantyku obecnych na ceremonii otwarcia Jamestown Exposition. 10 czerwca 1907 prezydent Theodore Roosevelt i inni obecni dygnitarze dokonali przeglądu floty. 11 czerwca został na wystawie proklamowany Dniem Georgii (ang. Georgia Day), w związku z tym na pokładzie okrętu odbyły się specjalne ceremonie.

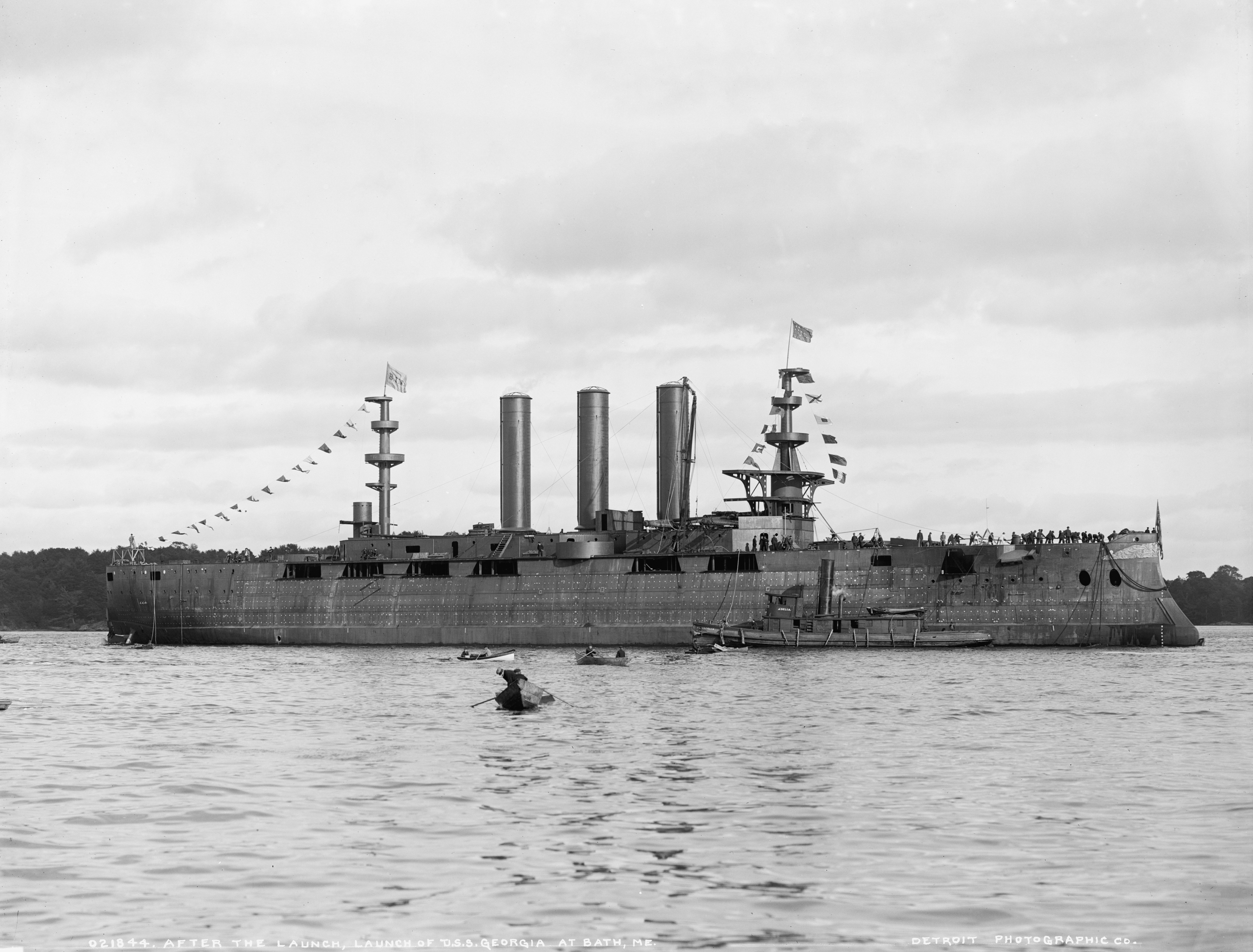
USS „Georgia” w dniu wodowania

Później pancernik popłynął wraz z flotą na ćwiczenia artyleryjskie do zatoki Cape Cod, gdzie dotarł 15 czerwca. 15 lipca zdarzył się wypadek: ładunek prochowy wybuchł zbyt wcześnie w rufowej wieży dział 8 calowych (203 mm) i zabił 10 oficerów i marynarzy oraz ranił kolejnych 11.
W dniach 16–21 sierpnia 1907 okręt uczestniczył w obchodach trzystulecia lądowania pierwszych angielskich kolonistów, a następnie dołączył do floty biorącej udział w manewrach bojowych. 24 września okręt zakotwiczył w pobliżu League Island w Nowym Jorku, gdzie miał przejść przegląd.
7 grudnia 1907 po dotarciu do Hampton Roads wraz z 15 innymi pancernikami, eskadrą torpedowców i transportowcami przygotowywał się do udziału w wielkim przeglądzie poprzedzającym rejs Floty Atlantyku na zachodnie wybrzeże USA. 16 grudnia prezydent Roosevelt dokonał przeglądu Wielkiej Białej Floty i wysłał ją w pierwszą część podróży dookoła świata. Podróż ta miała na celu podniesienie prestiżu USA na świecie i pokazanie Kongresowi konieczności dalszego inwestowania w marynarkę wojenną. Po zawinięciu do portów Ameryki Południowej formacja spotkała się 8 maja 1908 z okrętami Floty Pacyfiku w zatoce San Francisco na kolejnym przeglądzie, którego dokonał tym razem sekretarz marynarki wojennej. 7 lipca 1908 „Georgia” w towarzystwie innych pancerników i jednostek zaopatrzeniowych opuścił San Francisco i udał się w drugą część wyprawy: zawinął do portów filipińskich, australijskich, japońskich oraz śródziemnomorskich. Flota wróciła do Hampton Roads 22 lutego 1909.
W czasie kolejnego przeglądu okręt otrzymał maszt kratownicowy, który był cechą charakterystyczną dla wielu amerykańskich pancerników z tego okresu. „Georgia” kontynuował służbę we Flocie Atlantyku, biorąc udział w ćwiczeniach i manewrach, które przerywał przeglądami stoczniowymi. 2 listopada 1910 prezydent William Taft dokonał przeglądu floty przed jej wypłynięciem do Francji. W drodze do Weymouth (Anglia) „Georgia” i inne pancerniki wykonywały ćwiczenia bojowe i zwiadowcze, do zatoki Guantanamo wróciły 13 marca 1911.
Od 1911 do 1913 okręt uczestniczył w szkoleniach. 5 czerwca 1913 pełnił rolę jednostki szkolnej w letnim rejsie podchorążych (ang. midshipmen) United States Naval Academy. Po długim przeglądzie w Boston Navy Yard. 14 stycznia 1914 dotarł do wybrzeży Meksyku, by wraz z innymi jednostkami floty bronić interesów amerykańskich w związku z incydentem w Tampico i Veracruz. W marcu na krótko wrócił do Norfolk, potem popłynął na wody meksykańskie. Od sierpnia do października 1914 pływał w pobliżu Haiti, starając się chronić na tym terenie amerykańskich cywilów.
25 lutego 1915 po kolejnym przeglądzie dołączył do floty w pobliżu Kuby i wziął udział w zimowych manewrach. Resztę roku spędził na szkoleniach i uroczystościach, pozostając w składzie Floty Atlantyku (ang. Atlantic Fleet Battleship Force).
Zanim został ponownie wcielony do aktywnej służby wraz z przystąpieniem USA do I wojny światowej był w Bostonie okrętem koszarowym (ang. receiving ship). Przez kolejne 18 miesięcy operował w składzie 3 Dywizjonu Floty Pancerników, biorąc udział w ćwiczeniach taktycznych i szkoleniu artylerzystów dla statków handlowych. Bazował wtedy w York River w Wirginii. We wrześniu 1918 na krótko dołączył do Floty Krążowniczej (ang. Cruiser Force) na Atlantyku, by eskortować konwoje do momentu napotkania eskorty wysłanej z Europy. 10 grudnia 1918 został wyposażony w sprzęt potrzebny do transportowania żołnierzy. Jako transportowiec wojska, w składzie Floty Krążowniczej i Transportowej (ang. Cruiser and Transport Force), uczestniczył w przewiezieniu żołnierzy amerykańskich ze starego kontynentu do Stanów Zjednoczonych. Odbył pięć rejsów do Francji, od grudnia 1918 do czerwca 1919 przewiózł prawie 6000 żołnierzy.
Po wykonaniu zadania i przeniesieniu do Floty Pacyfiku został jednostką flagową 2 Dywizjonu 1 Eskadry. Opuścił Boston i udał się przez Kanał Panamski (16 lipca 1919) do San Diego. Dwa miesiące uczestniczył w operacjach, po czym 20 września 1919 wszedł do Mare Island Naval Shipyard na naprawy. Pozostał tam, a 15 lipca 1920 został wycofany ze służby. Jednostkę sprzedano na złom 1 listopada 1923 zgodnie z ustaleniami traktatu waszyngtońskiego. Nazwę „Georgia” skreślono z listy floty 10 listopada 1923.